# Заречная (станция скоростного трамвая)
«Заре́чная» (укр. Зарічна) — конечная станция легкого метро в городе Кривой Рог, Украина. Открыта 25 октября 1999 года. Принимает маршруты 2М
3М 4М

## Описание
«Заречная» — эстакадная (надземная) станция с двумя боковыми платформами. За станцией расположен разворотный круг с ПТО.